# Евелін де Морган
Евелі́н Пі́керінг (англ. Evelyn Pickering), у шлюбі де Морган (англ. De Morgan, 30 серпня 1855 — 2 травня 1919) — англійська художниця, послідовниця прерафаелітів, феміністка.

## Біографія

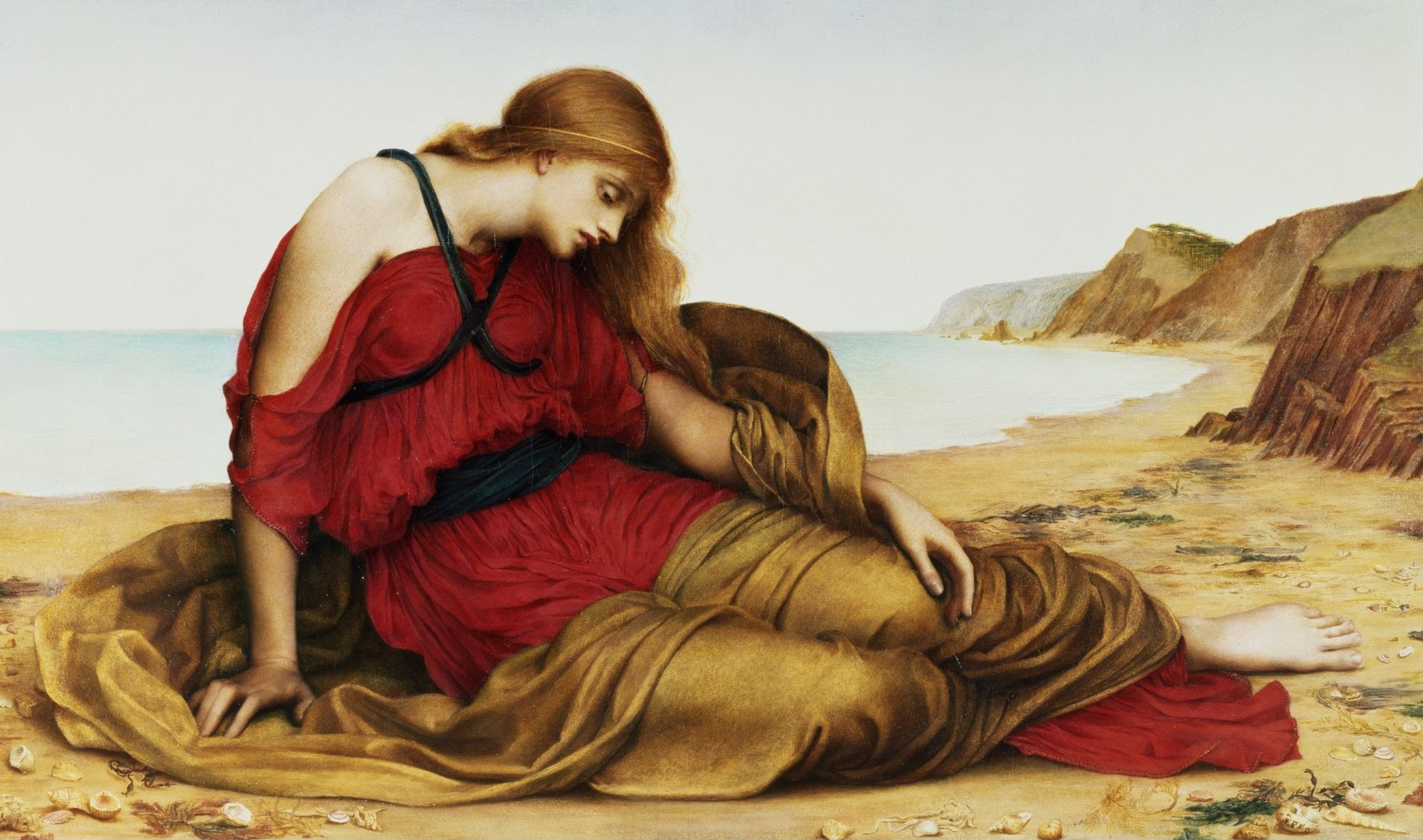
Аріадна на Накосі, 1877

Народилася в Лондоні 30 серпня 1855 року, проте охрещена була в сімейній церкві в Йоркширі за 500 км від дому. Походила з заможної сім'ї середнього класу. Її батько, Персіваль Пікерінг, був адвокатом і радником королеви, походив із довгого родоводу політиків і йоркширських землевласників. Її мати, Анна Марія Спенсер Стенгоуп, була сестрою художника Джона Стенгоупа. Сім'я жила в престижному районі на Гросвенор-стрит у Лондоні. Евелін отримала домашню освіту, її мати прагнула, щоб дочка отримала таку ж освіту, як і сини Спенсер і Роуленд. Діти також отримали глибоку релігійну освіту від священиків, які регулярно відвідували будинок. Батько регулярно водив дочку до церкви та давав приклад благодійності, який вона потім наслідувала дорослою.
З 15 років Евелін брала уроки малювання в репетиторів з ініціативи батька. Тітки Евелін по материнській лінії також демонстрували талант до мистецтва в дитинстві, але покинули малювання, коли одружилися. Її мати була проти того, щоб вона продовжувала кар'єру в мистецтві, але заохочувала інтерес до спіритуалізму. Пів року навчалася в Королівському коледжі мистецтв. У 1873 вступила до школи образотворчих мистецтв Слейда, де стала наймолодшою ученицею. Згодом отримала там престижну стипендію в 50 фунтів стерлінгів на рік. Ще до вступу до школи Евелін демонструвала бунтарську поведінку і в школі виступала проти ґендерних стереотипів того часу, наполягаючи на такому ж ставленні до неї, як до чоловіків. Вагомий мистецький вплив на Евелін справив сер Едвард Пойнтер. Вона також отримувала опіку від Джорджа Фредеріка Воттса, друга сім'ї, художника-символіста та скульптора, та дядька, Джона Стенгоупа. Дядько познайомив її з художниками Данте Габріелем Россетті та Вільямом Голманом Гантом, а також письменником Верноном Лі.
Після закінчення в 1875 році поїхала у Флоренцію до свого дядька разом з двоюрідною сестрою, скульпторкою Гертрудою Спенсер Стенгоуп. Після повернення до Англії її перша виставка відбулася в 1876 році. Картину «Свята Катерина Александрійська» з неї придбав лорд Генрі Сомерсет, депутат від консерваторів. Картина «Аріадна на Накосі» (1877) мала величезний успіх, її придбав Джон Манделла, ліберальний депутат.
Наприкінці 1870-х і 1880-х років демонструвала свої картини в ряді великих галерей, включаючи Художню галерею Волкера в Ліверпулі, Королівський Манчестерський інститут, Королівський інститут художників акварелі, Інститут художників олійних кольорів і Товариство мистецтв. У серпні 1883 року Евелін познайомилася зі скульптором-кераміком Вільямом де Морганом, старшим за неї на 16 років. Вони одружилися 5 березня 1887 року. Проживали в Лондоні, але щороку до початку Першої світової війни відвідували Флоренцію. Подружжя займалося спіритуалізмом, підтримувало суфражистський рух і пацифізм. Евелін була підписанткою Декларації 1889 року на користь виборчих прав жінок.
Фінансово Евелін була успішнішою за чоловіка та підтримувала його творчість продажем власних картин. У 1906 році Вільям опублікував роман «Джозеф Венс» (який Евелін надіслала видавництву без його відома). Подружжя ймовірно було авторами анонімної книги «Результату експерименту» (1909) на тему автоматичного письма. Евелін регулярно виставлялася в галереї Гросвенор і мала постійних покровителів, зокрема шотландського судноплавного магната Вільяма Імрі. Проводила персональні виставки в 1906 році в Лондоні та в 1907 році в Муніципальній художній галереї та музеї Вулвергемптона. Після 1909 року рідко виставляла свої картини, займалася благодійністю.
Померла 2 травня 1919 року, через два роки після свого чоловіка в Лондоні, похована на кладовищі в Бруквуді. Її картини були продані на користь Благодійного фонду святого Дунстана для сліпих. Її сестра придбала кілька робіт, і вони стали основою для колекції Фонду де Морган.

## Творчість
Евелін з 13 років почала писати вірші, п'єси та оповідання, які нерідко закінчувалися приміткою «автор не міг закінчити через те, що його викликали у більш нагальних справах». Під час першої поїздки до Італії особисто побачила італійські вівтарі та фрески шістнадцятого століття в їхніх оригінальних церквах, а також роботи художників епохи Відродження в галереї Уффіці у Флоренції. Вона захоплювалася творчістю Боттічеллі і робила акварельні копії його робіт. Його «Примавера» та «Народження Венери» мали особливе значення для Евелін і стали джерелом натхнення для її картини «Флора» (1894).
Художниця перебувала під сильним впливом прерафаелітів, чиє товариство розпалося в рік її народження. Проте стилістично картини Евелін де Морган прерафаелітські. Її найвідоміші роботи виконані на міфологічну тематику. З моменту її зустрічі з Вільямом де Морганом у 1883 році, тематика картин Евелін змінилася від міфологічної та біблійної до відверто спіритуалістичної. Перебіг часу, зображений персоніфікованими формами ночі та дня або зміною пір року, став улюбленим для художниці. Найбільш відвертою спіритуалістична тематика стала після смерті її чоловіка в 1917 році. Так, на картині «Перехід душі при смерті» (1917) показано душу вмираючої жінки як райдужний туман, якого вітає Дух. Після Першої світової війни художниця виконала серію картин, які були протестом проти війни. Ключовою тут є картина «Червоний хрест», яка зображає Ісуса Христа в оточенні янголів і веселки, який збирає душі воїнів із безіменних могил.

## Погляди та громадянська позиція
Евелін де Морган принципово відвідувала в школі Слейда уроки фізичної анатомії, зазвичай призначені для чоловіків. Це покращило її розуміння людської фігури, сприяло правдоподібності та реалістичності картин. Відвідуючи школу, відмовлялася від супроводу, звичайного для жінок того часу. В 1889 році підписала Декларацію на користь виборчого права жінок, публічно представивши себе як феміністку та прихильницю ґендерної рівності. Разом з тим вона не була активісткою феміністичного руху. Протест проти нерівності вона демонструвала через свої картини, такі, як «Полонені» (бл. 1915).

## Відомі роботи

Любовне зілля, 1903
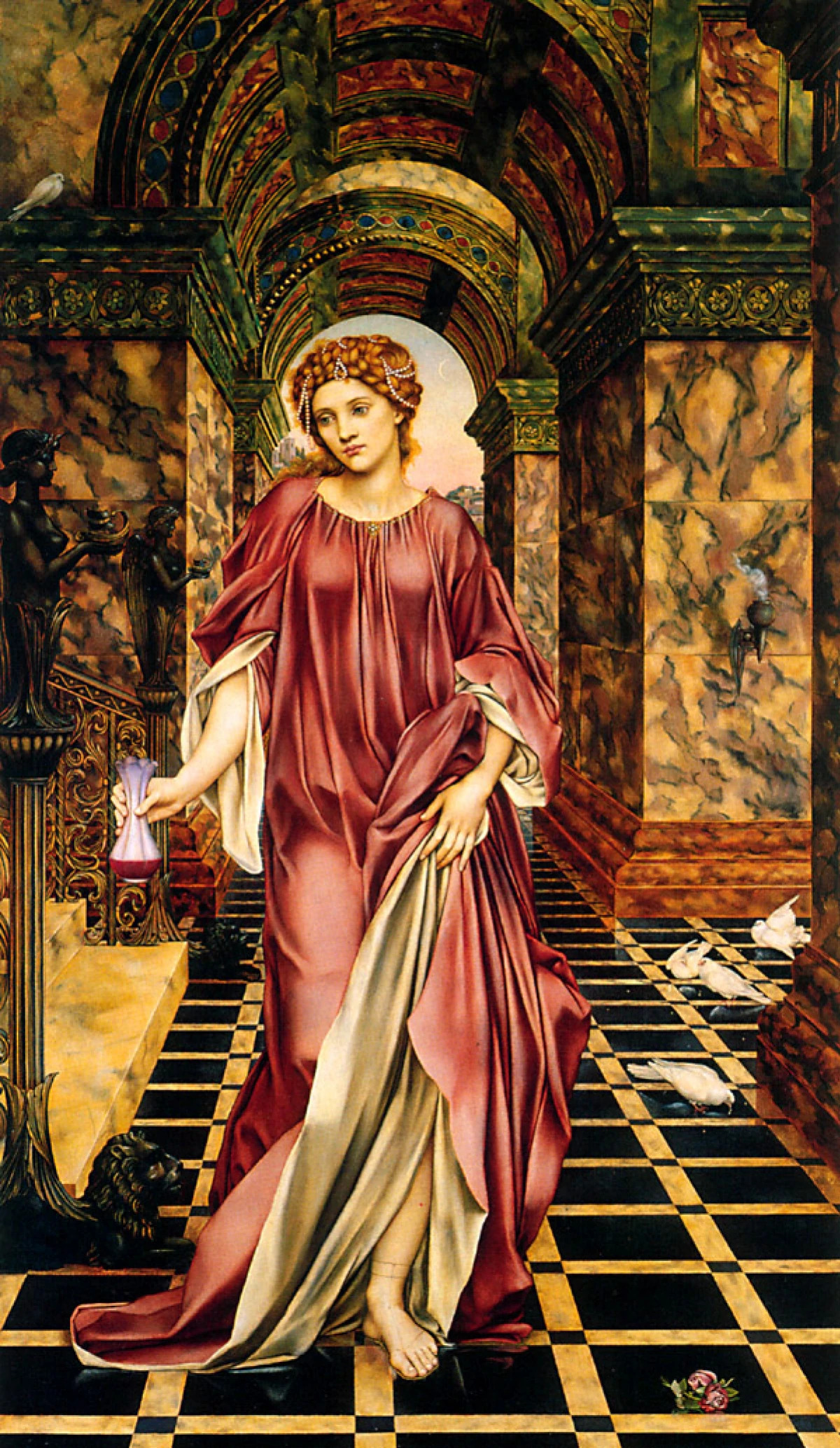
Медея
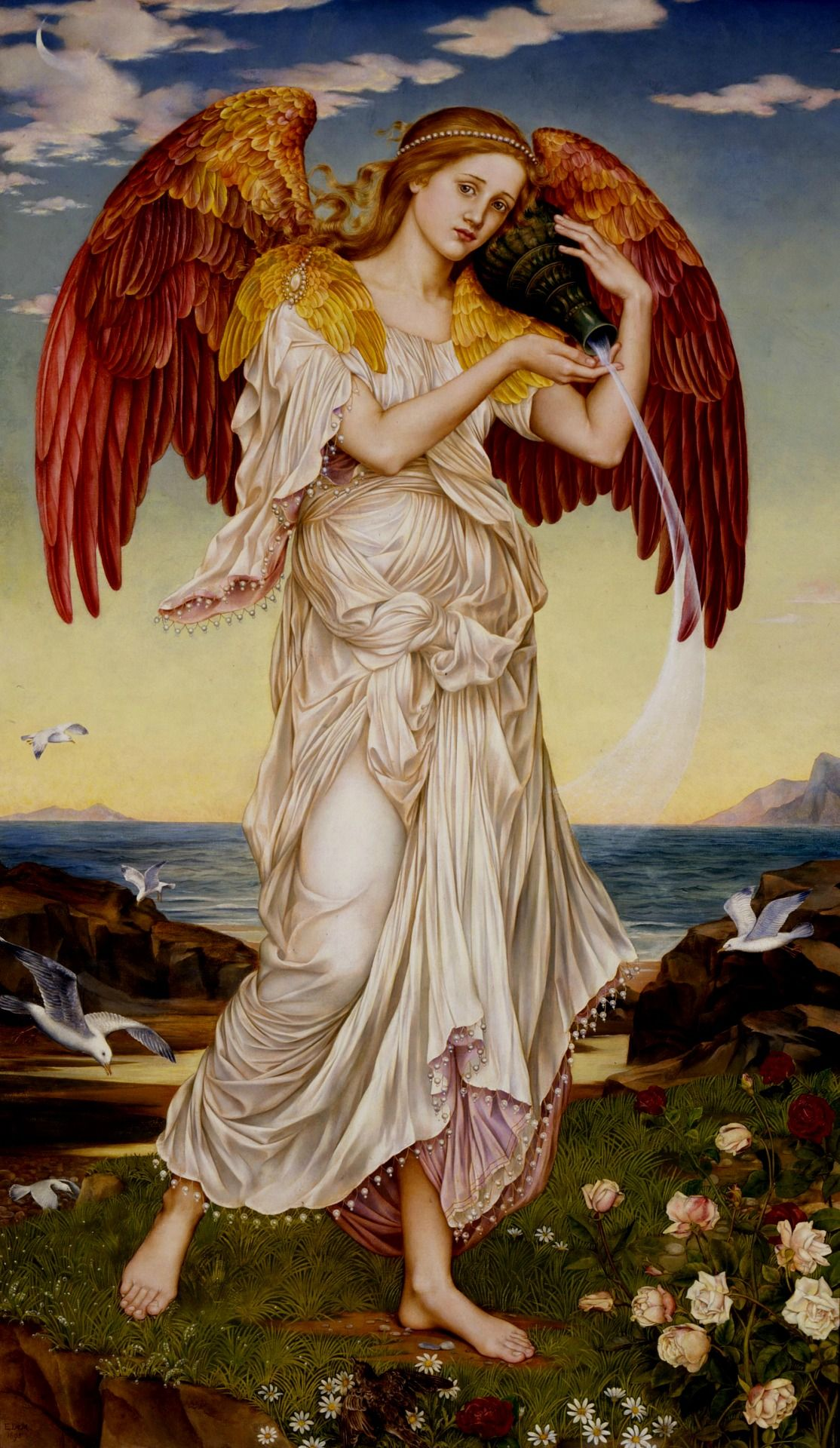
Еос, 1895
Кассандра
Флора, 1894
Елена Троянська, 1898
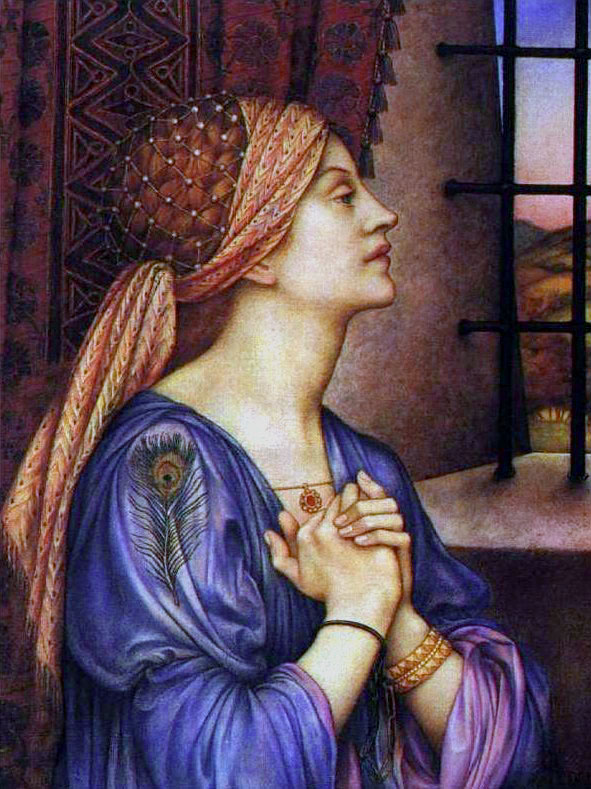
Бранка
Червоний хрест